# U20-världsmästerskapet i fotboll för damer 2020
U20-världsmästerskapet i fotboll för damer 2020 planerades att hållas i Costa Rica och Panama i augusti och september 2020. På grund av coronavirusutbrottet sköts turneringen först upp till januari och februari 2021, men ställdes sedan in helt.

## Kvalspel
Kvalificerade lag
- AFC
  -  Japan
  -  Nordkorea
  -  Sydkorea
- Caf
  - Två lag skulle kvalificera, men kvalturneringen spelades inte färdigt.
- Concacaf
  -  Costa Rica (värdnation)
  -  Mexiko
  -  Panama
  -  USA
- Conmebol
  - Två lag skulle kvalificera genom sydamerikanska U20-mästerskapen, men turneringen spelades inte färdigt.
- OFC
  -  Nya Zeeland
- Uefa
  -  Frankrike
  -  Nederländerna
  -  Spanien
  -  Tyskland